# James 2¼ HP-modellen
De James 2¼ HP-modellen vormen een serie lichte motorfietsen die het Britse merk James produceerde van 1915 tot 1924.

## Voorgeschiedenis
Rijwielproducent James had in het begin van de jaren nul al enkele gemotoriseerde fietsen en uiteindelijk ook motorfietsen geproduceerd, maar was daar in 1904 weer mee gestopt. Nadat men met enig succes vanaf 1909 de bijzondere Safety Models had gemaakt, waarvoor zelfs een eigen kopklepmotor was ontwikkeld, had men de productie in 1911 uitgebreid met de 577cc-James 3½ HP-modellen en in 1914 met de 600cc-James 4½ HP-modellen. 

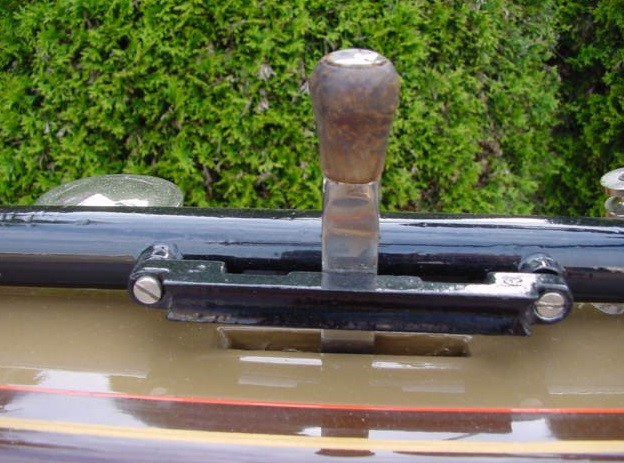
De schakelhendel zat midden door de benzinetank

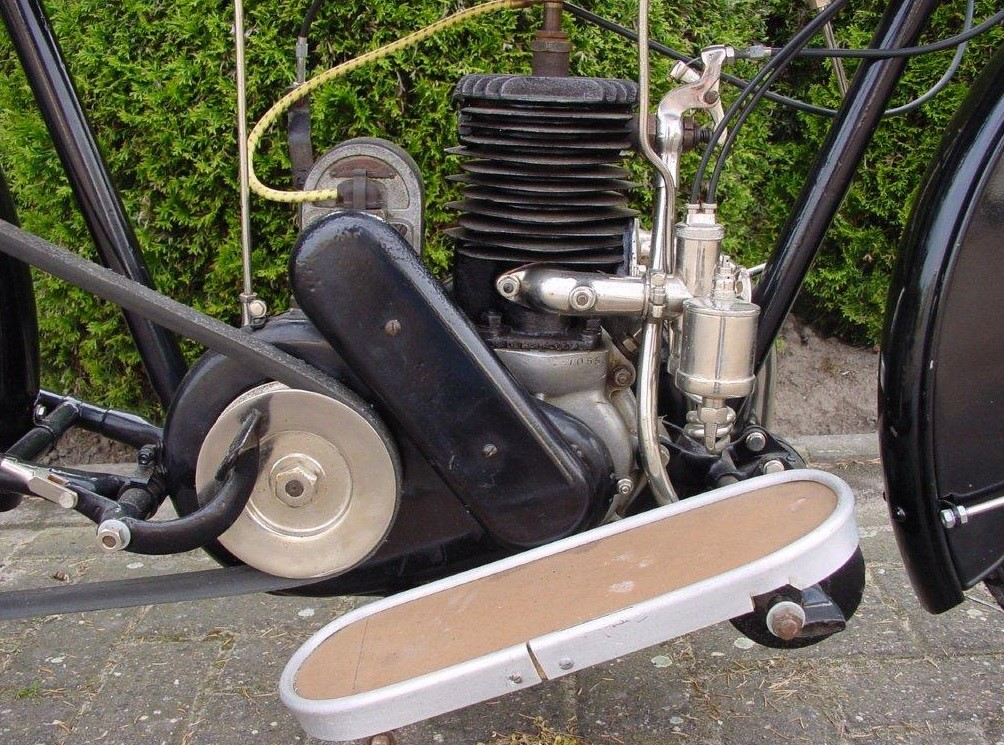
Ook typisch voor James-motoren: de "Pineapple"-koelribben, die officieel "staggered radiators" heetten.

## 2¼ HP-modellen
De 2¼ HP-modellen kwamen op de markt om klanten van lichtere gebruiksmotorfietsen te bedienen, maar het is goed mogelijk dat ook het War Office om lichtere modellen vroeg. Zeker is dat toen vrijwel de hele Britse motorfietsindustrie stillag om materiaal (staal en rubber) te sparen voor de oorlogsproductie tijdens de Eerste Wereldoorlog, ook James geen civiele motorfietsen meer mocht maken, maar wel motorfietsen leverde aan de Britse, Belgische, Franse en Russische troepen.

### 2¼ HP-aanduiding
De aanduiding "2¼ HP" had betrekking op het fiscaal vermogen (Tax horsepower), waarbij belasting moest worden betaald op basis van de boring en het aantal cilinders. Dat verklaart ook waarom de eerste modellen uit 1915 dezelfde vermogensaanduiding hadden als de - ongetwijfeld sterkere - latere modellen uit de jaren twintig. De aanduiding met de cilinderinhoud was tot in de jaren twintig nog niet gebruikelijk. Alleen de vermogensaanduiding werd gebruikt. Zelfs bij belangrijke races als de Isle of Man TT werd pas in 1911 de klassenindeling naar cilinderinhoud ingevoerd. Tot dat moment werden de klassen ingedeeld in één- en tweecilinders. 

### 1915-1922: Model 8 Lightweight 2¼ HP
In 1915 verscheen het Model 8 Lightweight met een tweetaktmotor met een boring/slagverhouding van 64 x 70 mm en een cilinderinhoud van 225,2 cc. De tweeversnellingsbak werd aangedreven door een ketting, het achterwiel door een riem, de zgn. chain-cum-belt drive. Opmerkelijk was dat de handbedieningsstang van de versnellingsbak niet links of rechts van de flattank zat, maar midden door de tank, geleid door een metalen strip langs de bovenste framebuis. De motor had zoals gebruikelijk mengsmering, maar de berijder moest de cilinderwand en de krukaslagers extra smeren met een handpompje. Daarom zat er in de 1 gallon (4½ liter)-tank niet alleen mengsmering, maar ook ¼ gallon (1,1 liter) smeerolie in een afgescheiden compartiment. De ontstekingsmagneet zat - zoals gebruikelijk bij James, achter de cilinder, waardoor de motor zeer compact gebouwd was. De klant kon kiezen uit verschillende carburateurs, waarschijnlijk van de huisleveranciers Brown & Barlow en Amac. Het voorwiel had een velgrem en het achterwiel een belt rim brake, een blok dat tegen de riempoelie werd gedrukt. De machine had een Lucett-zweefzadel en was uitgerust met een achterwielstandaard en een bagagedrager, die in 1920 voorzien werd van stalen gereedschapskastjes. In 1921 werd de cilinder opgeboord tot 66 mm en kwam de cilinderinhoud op 239,5 cc, maar de type-aanduiding bleef gelijk. Het Lycett-zadel werd vervangen door een eigen exemplaar van James. In 1915 kostte het Model 8 35 guineas (37 pond) en in 1922 55 pond. 

### 1922-1923: Model 8a Lightweight 2¼ HP
Met de komst van het Model 8a waren belangrijke verbeteringen doorgevoerd. De chain-cum-belt drive was vervangen door volledige kettingaandrijving en het voorwiel kreeg een trommelrem. Omdat het belang van de achterrem in die tijd nog groot werd geacht, werd toch nog een riempoelierem gebruikt. De riempoelie was echter voor de aandrijving niet meer nodig en werd alleen voor de rem aangebracht, een systeem dat dummy belt rim brake werd genoemd. Bovendien had de machine een koppeling en een kickstarter, waardoor de tijd van het aanlopen voorbij was. Dat alles maakte de machine 5 pond duurder dan het Model 8. 

### 1924: Model 8b Lightweight 2¼ HP
Het Model 8b uit 1924 kreeg een eigen James-tweeversnellingsbak en een grotere tank: 7 liter en 1,7 liter olievoorraad. De prijs was gedaald naar 45 pond. Het was het laatste productiejaar voor de 2¼ HP-tweetakten. Het Model 8 kreeg al in 1924 zijn opvolger: Het James Model 14 met een 250cc-zijklepmotor. 